# Sweet November
Sweet November es una película estadounidense perteneciente a los géneros romántico y drama estrenada en el año 2001. Está protagonizada por Keanu Reeves y Charlize Theron, y dirigida por Pat O'Connor. Se trata de una nueva versión de la película de 1968, escrita por Herman Raucher.

## Historia
Es un drama romántico donde un publicista de mucho éxito (Keanu Reeves como Nelson Moss), obsesionado por el trabajo, conoce a una chica joven y hermosa pero desarreglada (Charlize Theron como Sara Deever) mientras realiza un examen para renovar su carnet de conducir. Él quiere copiarle, pero lo cachan y le quitan la prueba a ella. Afuera, él intenta deshacerse de ella pagándole. Sara averigua dónde vive, y lo va a ver para que la lleve en auto, ya que ella no pudo obtener su licencia por culpa de él, y sin saberlo él la ayuda a sacar de la perrera a 2 perritos. La joven le propone que vaya a vivir con ella un mes y tras perder su trabajo y a su novia, desmoronándose su vida y perdiendo lo poco que tenía, él acepta la oferta. 
Entonces él se convierte en su "chico de noviembre", y Sara le cambia el mundo para siempre. Sara le impone reglas como que no hay que prestarle atención al reloj, no usar teléfono móvil, no mirar la televisión, ni internet, ni usar ropa de lujo... a despegarse de la vida rutinaria de cualquier ser humano. Al principio Nelson no entendía los motivos que impulsaban a Sara a ser así, y hasta la trata un poco mal, porque creía que estaba loca, y no se daba cuenta de que todo lo hacía impulsada por su corazón. Nelson empieza a conocer el mundo cálido de Sara, y a cambiar su visión del mundo, tanto que rechaza una propuesta de trabajo. Nelson se divierte con Sara como nunca en su vida lo había hecho. Él también conoce a los amigos de Sara, a un niño sin padre, a un vagabundo, y a un par de hombres que durante el día tienen una apariencia que a la noche cambia cuando se visten de mujeres.
Nelson le cuenta su vida, pero Sara no le da muchas explicaciones de la suya. Nelson se entera de que Sara y su hermana habían creado una empresa de perritos, la cual ella abandona antes de que sea una empresa exitosa y millonaria. Nelson le propone matrimonio, a lo cual Sara le dice que no puede, sin mayores explicaciones. Nelson descubre que Sara tiene cáncer. Es ahí cuando se entera de que ella hacía un año había abandonado los tratamientos, que por eso se había peleado con su hermana y su familia, y que, a raíz de su enfermedad, había decidido pasar cada mes con un hombre distinto intentando que fueran felices, mientras ella disfrutaba al máximo de la vida que le quedaba.

## Protagonistas
- Keanu Reeves como Nelson Moss.
- Charlize Theron como Sara Deever.
- Jason Isaacs como Chaz Watley.
- Greg Germann como Vince Holland.
- Lauren Graham como Angelica.
- Liam Aiken como Abner.
- Frank Langella como Edgar Price.
- Ray Baker como Buddy Leach.
- Michael Rosenbaum como Brandon/Brandy.
- Robert Joy como Raeford Dunne.
- Jason Kravits como Manny.
- Tom Bullock como Al.

## Música
Esta película tiene como soundtrack la canción Only Time, de Enya.
| N.º | Título                                        | Letras                                                                        | Singer(s)                    | Duración |  |
| 1.  | «Cellophane»                                  | Amanda Ghost, Sacha Skarbek, Ian Dench, Lucas Burton                          | Amanda Ghost                 | 3:33     |  |
| 2.  | «Only Time (Original Version)»                | Enya, Roma Ryan                                                               | Enya                         | 3:38     |  |
| 3.  | «Shame»                                       | Brian Transeau                                                                | BT                           | 3:21     |  |
| 4.  | «Touched by an Angel»                         | Stevie Nicks                                                                  | Stevie Nicks                 | 4:23     |  |
| 5.  | «The Consequences of Falling (Lenny B Remix)» | Billy Steinberg, Rick Nowels, Marie-Claire D'Ubaldo                           | k.d. lang                    | 4:16     |  |
| 6.  | «Heart Door (With Dolly Parton)»              | Paula Cole                                                                    | Paula Cole with Dolly Parton | 4:08     |  |
| 7.  | «My Number»                                   | Tegan Rain Quin, Sara Keirsten Quin                                           | Tegan and Sara               | 4:09     |  |
| 8.  | «Off The Hook»                                | Steven Page, Ed Robertson                                                     | Barenaked Ladies             | 4:34     |  |
| 9.  | «Rock DJ»                                     | Robbie Williams, Guy Chambers, Kelvin Andrews, Nelson Pigford, Ekundayo Paris | Robbie Williams              | 4:16     |  |
| 10. | «Baby Work Out»                               | Jackie Wilson                                                                 | Jackie Wilson, Alonzo Tucker | 3:00     |  |
| 11. | «You Deserve To Be Loved»                     | Dillon O'Brian                                                                | Tracy Dawn                   | 5:02     |  |
| 12. | «Wherever You Are»                            | Larry Klein, Tonio K                                                          | Celeste Prince               | 4:17     |  |
| 13. | «The Other Half Of Me»                        | S. Freeman, J. Lawrence                                                       | Bobby Darin                  | 2:27     |  |
| 14. | «Calafia»                                     | Dave Ralicke                                                                  | Jump With Joey               |          |  |
| 15. | «Middle of the Night»                         | Paul Brown, Roberto Vally, Rick Braun                                         | Rick Braun                   |          |  |
| 16. | «Time After Time»                             | Jules Styne, Sammy Cahn                                                       | Keanu Reeves                 |          |  |